# Habritella graciliventris
Habritella graciliventris är en stekelart som beskrevs av Girault och Alan Parkhurst Dodd 1915. Habritella graciliventris ingår i släktet Habritella och familjen puppglanssteklar. Inga underarter finns listade i Catalogue of Life.